# Vladislav Košut
Vladislav Košut (uváděn i jako Ladislav, 15. srpna 1892 Nedakonice – 29. ledna 1941 Koncentrační tábor Buchenwald) byl československý legionář, učitel a oběť nacismu.

## Život

### Před první světovou válkou
Vladislav Košut se narodil 15. srpna 1892 v Nedakonicích na Uherskohradišťsku v rodině hostinského Vincence Košuta a Aloisie, rozené Strouhalíkové. Vystudoval obchodní gymnázium a učitelský kurz. Byl členem Sokola. Prezenční vojenskou službu absolvoval u 14. zeměbraneckého pěšího pluku.

### První světová válka
Po vypuknutí první světové války byl Vladislav Košut povolán do c. a k. armády a odeslán na ruskou frontu. Zde padl 25. května 1916 u Lucku jako příslušník 25. zeměbraneckého pěšího pluku v hodnosti četaře do zajetí. Dne 10. února 1917 se v Bobrujsku přihlásil do Československých legií, kam byl zařazen 13. června téhož roku. Absolvoval sibiřskou anabázi a do Československa se vrátil v roce 1920 v hodnosti šikovatele.

### Mezi světovými válkami
Vladislav Košut po návratu do Československa v armádní službě nepokračoval. Stal se učitelem, působil ve Velíkové a kariéru ukončil jako řídící učitel obecné školy v Mladcové. V roce 1921 se oženil s Františkou Šálkovou, manželům se v roce 1928 narodil syn Ladislav.

### Druhá světová válka
Dne 1. září 1939 byl Vladislav Košut zatčen gestapem v rámci preventivní zatýkací akce Akce Albrecht I.. Vězněn byl na brněnském Špilberku a koncentračních táborech Dachau a Buchenwald. Zde 29. ledna 1941 zahynul. Jeho popel je uložen ve Fryštáku.

## Posmrtná ocenění
- Vladislavu Košutovi byl in memoriam udělen Československý válečný kříž 1939
- Po Vladislavu Košutovi je v Mladcové, kde působil, pojmenována jedna z ulic
- Vladislavu Košutovi byla na škole v Mladcové, kde působil, odhalena pamětní deska